# Concert: The Cure Live
Concert: The Cure Live — перший концертний альбом англійського гурту The Cure, що вийшов в 1984 році.

## Альбом
Concert: The Cure Live був записаний в Лондоні і в Оксфорді в 1984 році. Видання на касеті містило в собі концерт на одній стороні та збірник Curiosity (Killing the Cat): Cure Anomalies 1977—1984 на інший.

## Список композицій
Всі пісні написані гуртом The Cure (Роберт Сміт, Саймон Геллап, Лоуренс Толхерст), крім зазначених.
1. Shake Dog Shake (Сміт) — 4:14
2. Primary — 3:29
3. Charlotte Sometimes — 4:06
4. The Hanging Garden — 4:05
5. Give Me It (Сміт) — 2:49
6. The Walk (Сміт, Толхерст) — 3:31
7. One Hundred Years — 6:48
8. A Forest (Сміт, Хартлі, Геллап, Толхерст) — 6:46
9. 10:15 Saturday Night (Сміт, Демпсі, Толхерст) — 3:44
10. Killing an Arab (Сміт, Демпсі, Толхерст) — 2:51

## Зміст компакт-касети
Сторона Б містила в собі Curiosity (Killing the Cat): Cure Anomalies 1977—1984 — раритетні композиції гурту, записані в період з 1977 по 1984 року:
1. Heroin Face (тепер можна знайти на другому диску перевидання Three Imaginary Boys)
2. Boys Don't Cry (тепер можна знайти на другому диску перевидання Three Imaginary Boys)
3. Subway Song (тепер можна знайти на другому диску перевидання Three Imaginary Boys)
4. At Night (тепер можна знайти на другому диску перевидання Seventeen Seconds)
5. In Your House (тепер можна знайти на другому диску перевидання Seventeen Seconds)
6. he Drowning Man (тепер можна знайти на другому диску перевидання Faith)
7. Other Voices (тепер можна знайти на другому диску перевидання Faith)
8. The Funeral Party (тепер можна знайти на другому диску перевидання Faith)
9. All Mine (тепер можна знайти на другому диску перевидання Pornography)
10. Forever (тепер можна знайти на другому диску перевидання The Top)

## Учасники запису
- Роберт Сміт — вокал, гітара
- Порл Томпсон — гітара, саксофон, клавішні
- Енді Андерсон — ударні
- Філіп Торналлі — бас-гітара
- Лоуренс Толхерст — клавішні